# Can Tomàs Verdolet
Can Tomàs Verdolet és una obra del municipi de Viladamat (Alt Empordà) inclosa en l'Inventari del Patrimoni Arquitectònic de Catalunya. Situat dins del petit nucli de masos que conformen el poble de Palau Borrell, a ponent del municipi de Viladamat al qual pertany. El mas està al nord-oest de l'antiga església preromànica de Santa Eulàlia. El petit nucli de Palau Borrell no ha sofert pràcticament cap canvi en el decurs de més de sis-cents anys. El 1467 tenia cinc focs, el 1660 en tenia quatre i, actualment, hi ha cinc cases. Les tres cases principals, el mas Batlle (o mas del Batlle), el mas Briolf i el mas Verdalet, són bastides en època moderna, tot i que semblen aixecats sobre les restes d'edificis anteriors. El mas Tomàs Verdolet fou bastit entre els segles xvi i xvii, tot i que presenta reformes posteriors i es troba completament rehabilitat.
Masia rehabilitada de planta irregular, determinada per la successió de cossos adossats, amb cobertes d'una i dues vessants de teula i distribuït en planta baixa i pis. L'edifici està construït en un terreny en pendent, damunt la roca de la zona. La façana principal, orientada a migdia, presenta un portal d'accés d'arc de mig punt adovellat, amb els brancals bastits amb carreus ben desbastats. Al seu costat hi ha un altre portal, aquest d'arc rebaixat bastit amb maons i els brancals en pedra. La resta d'obertures, tant de la façana com de l'edifici en general, són rectangulars i estan emmarcades majoritàriament amb carreus de pedra. Destaca la finestra amb llinda plana sostinguda amb permòdols, situada al pis de la façana principal. L'interior de la casa està cobert amb tres voltes grasses disposades en paral·lel, dues de les quals són més curtes, deixant un espai cobert per una altra volta transversal. La construcció és bastida amb còdols i pedra sense treballar lligada amb morter, amb les cantonades bastides amb pedra desbastada.